# Pablo Muchotrigo
Pablo Muchotrigo (La Victoria, Lima, Perú; 14 de octubre de 1953) es un exfutbolista peruano. Desempeñó como delantero en diversos clubes solo de Perú, efectivo y goleador hasta convertirse en uno de los máximos artilleros que ha visto el fútbol peruano.

## Trayectoria
Empezó en algunos clubes de Vitarte en el Distrito de Ate, Lima donde se crío. Para luego jugar en el Club Atlético Defensor Lima en 1971. Continuó en clubes como el Club Atlético Chalaco,para luego llegar al Club Cienciano, donde se convirtió en el máximo goleador de la temporada con 32 golesContinuó en el Club Alianza Lima por una temporada donde fue campeón nacional.Tras este paso recaló en el Club Atlético Chalaco y otros clubes del interior del Perú, como el Club Universidad Técnica de Cajamarca, donde se retiró en 1984.
Tras su retiro emprendió un negocio funerario

## Clubes
| Club                                  | País | Año       |
| ------------------------------------- | ---- | --------- |
| Club Atlético Defensor Lima           | Perú | 1971      |
| Club Deportivo Carsa                  | Perú | 1972      |
| Club Atlético Chalaco                 | Perú | 1973      |
| Club Cienciano                        | Perú | 1974      |
| Club Alianza Lima                     | Perú | 1975      |
| León de Huanuco                       | Perú | 1976-1977 |
| Club Atlético Chalaco                 | Perú | 1979      |
| Foot Ball Club Melgar                 | Perú | 1980      |
| Club Social Deportivo Junín           | Perú | 1981      |
| Asociación Deportiva Tarma            | Perú | 1982      |
| Club Universidad Técnica de Cajamarca | Perú | 1984      |

## Palmarés
| Título                    | Club              | País | Año  |
| ------------------------- | ----------------- | ---- | ---- |
| Primera División del Perú | Club Alianza Lima | Perú | 1975 |